# Acacia pellacantha
Acacia pellacantha é uma espécie de leguminosa do gênero Acacia, pertencente à família Fabaceae.